# Martin Behaim
Martin Behaim (Nuremberga, 6 de outubro de 1459 — Lisboa, 29 de julho de 1507), também conhecido por Martinho da Boémia, Martin Bohemus, Martin Behaim von Schwarzbach, ou, em latim, por Martinus de Boemia, foi um cosmógrafo, astrónomo e explorador que casou e viveu durante alguns anos na ilha do Faial, Açores.

## Biografia
Martin Behaim foi o primogénito de Martin Behaim e de sua mulher Agnes Schopper, uma família patrícia de mercadores de Nuremberga, aparentemente originária da Boémia.
Desde cedo vocacionado para o comércio, partiu em 1477 para Flandres, fixando-se em Malines com o objectivo de se introduzir no comércio internacional. No ano seguinte mudou-se para Antuérpia, onde se relacionou com a feitoria portuguesa então aí existente. Já por conta própria, em 1480 parte para Lisboa.
Em Lisboa integra a comunidade mercantil interessada na exploração ultramarina, travando conhecimento com navegadores, cosmógrafos e exploradores. Diz-se que nesta época privou com Cristóvão Colombo e Fernão de Magalhães.
Aparentemente Martin Behaim pôs a circular pelos meios ligados à exploração marítima a notícia de que teria sido aluno do célebre cosmógrafo alemão Regiomontano, que tinha falecido em 1476, embora não existam provas de tal relação. Daí que fosse rapidamente integrado nos círculos ligados à cosmografia e à cartografia, sendo em 1483 convidado por D. João II para fazer parte de uma comissão, liderada por Abraão Zacuto, destinada a melhorar o astrolábio, na qual se diz teve papel relevante.
Em 1484 embarcou como cosmógrafo da expedição de Diogo Cão à costa ocidental da África, tendo provavelmente no regresso passado pelos Açores na conhecida "volta do largo".
Em 1486 fixou-se na ilha açoriana do Faial, onde se tinha instalado uma numerosa colónia flamenga capitaneada por Jobst van Hürter, o fundador da cidade da Horta. Nesse ano casa na Ermida de Santa Cruz na cidade da Horta com Joana de Macedo, filha do 1.º capitão-donatário, o dito van Hürter, integrando-se assim na nascente colónia faialense.
Martin Behaim permaneceu no Faial até 1490, ano em que parte para Nuremberga, aparentemente devido a negócios familiares. Permanece na sua cidade natal de 1491 até 1493, período durante o qual constrói o seu famoso globo (a Erdapfel).
Em 1493 regressa ao Faial, via Flandres e Lisboa, permanecendo na ilha até 1506. Neste ano partiu, aparentemente em negócios, para Lisboa, onde faleceu a 29 de Julho de 1507.

## O Globo de Martin Behaim

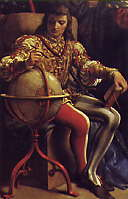
Martin Behaim e o seu globo.

Em colaboração com o pintor Georg Glockendon, Martin Behaim construiu, entre 1491 e 1493, aquando da sua permanência em Nuremberga vindo do Faial, um dos primeiros globos terrestres conhecidos (que ele chamou Erdapfel, ou seja "maçã da Terra"), que o guindou para a fama. O original está hoje em exibição no Germanisches Nationalmuseum, de Nuremberga, sendo uma das obras de arte mais descritas da Europa.
O Globo de Behaim, também conhecido como Globo de Nuremberga, seguiu a ideia de um globo construído por volta de 1475 para o papa Sisto IV, mas melhorando a representação e incluindo meridianos e a linha do Equador.
Apesar da fama, o Globo de Behaim tem numerosos erros geográficos, mesmo quando analisado à luz dos conhecimentos da época. Ainda não tem o continente americano, apesar de na altura já ser conhecida boa parte da costa oriental da América do Norte (a Terra dos Bacalhaus).

## Outras informações
A cidade de Nuremberga dedicou à memória de Martin Behaim uma das suas principais escolas secundárias, especializada na área técnico-científica, a Martin-Behaim-Gymnasium, para além de um monumento em bronze na Praça Theresienplatz, na zona central da cidade.
Noutra cidade alemã, Darmstadt, existe também uma escola profissional cujo patrono é Martin Behaim.
Uma empresa da especialidade continua a fabricar réplicas do globo de Martin Behaim.

## Literatura
Martin Behaim e o seu globo atingiram grande notoriedade pelo que existe abundante literatura sobre a sua vida e obra:
- Murr, Diplomatische Geschichte des berühmten Ritters v. Behaim, 2. Aufl., Gotha 1801.
- Alexander von Humboldt, Kritische Untersuchungen etc., Bd. 1, Berlin 1852.
- Ghillany, Geschichte des Seefahrers Ritter Behaim, Nürnberg 1853.
- Behaim, (Bohemus) Martin, em: Meyers Konversationslexikon, 4.Aufl. 1888-1890, Bd.2, S.620